# 앨런 패리스
앨런 패리스(Alan Paris, 1964년 8월 15일 ~ )는 잉글랜드의 축구선수로 포지션은 라이트백으로 커리어 상 리그 250경기 이상을 뛰었다.

## 경력
슬라우에서 태어났으며 슬라우 타운, 왓퍼드, 퍼터버러 유나이티드, 레스터 시티, 노츠 카운티에서 뛰었다.